# Elezioni generali nel Regno Unito del 1935
Le elezioni generali nel Regno Unito del 1935 si tennero il 14 novembre per il rinnovo della Camera dei Comuni e portarono ad una grande maggioranza, anche se ridotta rispetto al turno precedente, del governo nazionale guidato dal conservatore Stanley Baldwin. Il maggior numero di deputati, come prima delle elezioni, erano conservatori, mentre il voto liberale nazionale rimase inalterato. I laburisti nazionali invece crollarono, e addirittura il leader Ramsay MacDonald perse il proprio seggio.
Il Partito Laburista, sotto quella che era considerata a livello internazionale una leadership temporanea di Clement Attlee, ottenne grandi vittorie rispetto alle elezioni del 1931, dove aveva avuto risultati pessimi. I liberali continuarono il loro lento declino politico e persero ulteriore terreno, con il leader Herbert Samuel che non venne neppure rieletto al Parlamento.
Il Partito Laburista Indipendente partecipò alle elezioni interamente separato dai laburisti per la prima volta dal 1895, essendosi disaffiliato dal Partito Laburista nel 1932. Il Partito Nazionale Scozzese partecipò alla sua prima elezione, ed il Partito Comunista di Gran Bretagna ottenne il suo primo seggio parlamentare da almeno dieci anni, quello del West Fife.
I principali temi affrontati durante le elezioni furono i continui problemi causati dalla disoccupazione ed il ruolo della Società delle Nazioni, in particolare riguardo all'Impero giapponese.
Durante la seconda guerra mondiale, finché la vittoria alleata non fu assicurata, non si tenne alcuna elezione; il Parlamento eletto nel 1935 rimase pertanto in carica fino al 1945. Questo Parlamento vide due cambi di leadership: Neville Chamberlain divenne Primo Ministro e leader dei conservatori nel 1937. A sua volta, Chamberlain si dimise nel 1940, e la carica di Primo Ministro passò a Winston Churchill, che unì i tre principali partiti della Camera dei Comuni in un governo di unità nazionale formato da tutti i partiti per l'intera durata della seconda guerra mondiale.

## Risultati
| Liste             | Liste                                                           | Voti              | %                 | Variazione %      | Seggi             | Variazione seggi  |
| Governo Nazionale | Governo Nazionale                                               | Governo Nazionale | Governo Nazionale | Governo Nazionale | Governo Nazionale | Governo Nazionale |
| ----------------- | --------------------------------------------------------------- | ----------------- | ----------------- | ----------------- | ----------------- | ----------------- |
|                   | Partito Conservatore                                            | 10.025.083        | 47,8%             | 7,2%              | 387               | 83                |
|                   | Partito Liberale Nazionale                                      | 784.608           | 3,7%              | 0%                | 33                | 2                 |
|                   | Organizzazione Nazional Laburista                               | 321.028           | 1,5%              | 0%                | 8                 | 5                 |
|                   | Nazionali                                                       | 53.189            | 0,3%              | 0,2%              | 1                 | 3                 |
|                   | Governo Nazionale (totale)                                      | 11.183.908        | 53,3%             |                   | 429               |                   |
| Opposizione       |                                                                 |                   |                   |                   |                   |                   |
|                   | Partito Laburista                                               | 7.984.988         | 38,0%             | 7,4%              | 154               | 102               |
|                   | Partito Liberale                                                | 1.414.010         | 6,7%              | 0,3%              | 21                | 11                |
|                   | Partito Laburista Indipendente                                  | 136.208           | 0,7%              | 0,5%              | 4                 | 1                 |
|                   | Nazionalisti                                                    | 50.747            | 0,2%              | 0,1%              | 2                 | 0                 |
|                   | Repubblicani Indipendenti                                       | 46.715            | 0,2%              | —                 | 0                 | —                 |
|                   | Indipendenti Nazionali                                          | 33.527            | 0,2               | —                 | 0                 | —                 |
|                   | Partito Nazionale Scozzese                                      | 29.517            | 0,2%              | 0%                | 0                 | 0                 |
|                   | Indipendenti conservatori                                       | 27.721            | 0,1%              | —                 | 0                 | —                 |
|                   | Partito Comunista di Gran Bretagna                              | 27.177            | 0,1%              | 0,2%              | 1                 | 1                 |
|                   | Indipendenti                                                    | 17.113            | 0,1%              | 0,1%              | 2                 | 1                 |
|                   | Indipendenti laburisti                                          | 14.867            | 0,1%              | 0%                | 0                 | 0                 |
|                   | Protestanti di Liverpool                                        | 6.677             | 0,0%              | 0%                | 0                 | 0                 |
|                   | Progressisti Indipendenti                                       | 6.421             | 0,0%              | —                 | 0                 | —                 |
|                   | Partito del Credito Sociale di Gran Bretagna e Irlanda del Nord | 3.642             | 0,0%              | —                 | 0                 | —                 |
|                   | Plaid Cymru                                                     | 2.534             | 0,0%              | 0%                | 0                 | 0                 |
|                   | Liberali indipendenti                                           | 2.525             | 0,0%              | 0%                | 0                 | 0                 |
|                   | Agricoltori                                                     | 1.771             | 0,0%              | —                 | 0                 | —                 |
|                   | Socialisti Cristiani                                            | 1.480             | 0,0%              | —                 | 0                 | —                 |
| Totale            | Totale                                                          | 20.991.488        | 100,00            |                   | 615               |                   |

|                    |                    |  |       |       |
| ------------------ | ------------------ |  | ----- | ----- |
| Governo Nazionale  | Governo Nazionale  |  | 53,3% | 53,3% |
| Conservatori       | Conservatori       |  | 47,8% | 47,8% |
| Laburisti          | Laburisti          |  | 38,0% | 38,0% |
| Liberali           | Liberali           |  | 6,7%  | 6,7%  |
| Nazionali Liberali | Nazionali Liberali |  | 3,7%  | 3,7%  |
| Altri              | Altri              |  | 3,5%  | 3,5%  |

|                    |                    |  |       |       |
| ------------------ | ------------------ |  | ----- | ----- |
| Governo Nazionale  | Governo Nazionale  |  | 69,9% | 69,9% |
| Conservatori       | Conservatori       |  | 62,8% | 62,8% |
| Laburisti          | Laburisti          |  | 25,0% | 25,0% |
| Liberali           | Liberali           |  | 3,4%  | 3,4%  |
| Nazionali Liberali | Nazionali Liberali |  | 5,4%  | 5,4%  |
| Altri              | Altri              |  | 3,0%  | 3,0%  |